# سارا وودوارد
سارا وودوارد (انگلیسی: Sarah Woodward؛ زادهٔ ۳ آوریل ۱۹۶۳) بازیگر اهل بریتانیا است.
از فیلم‌ها یا مجموعه‌های تلویزیونی که وی در آن‌ها نقش داشته‌است، می‌توان به پوآرو و قلعه را تسخیر می‌کنم اشاره نمود.